# Movimento ameboide
Il movimento ameboide è tipico di amebe e macrofagi.
Tale movimento è dovuto alla creazione di uno pseudopodo che si forma grazie a un flusso citoplasmatico che si estende nella direzione del movimento.
Il flusso citoplasmatico si origina con:
- anteriormente un passaggio da plasma-sol a plasma-gel, mediante la polimerizzazione di sub-unità di actina. L'endoplasma si porta ai lati dello pseudopodo e riforma l'ectoplasma.
- posteriormente si ha un passaggio da plasma-gel a plasma-sol, mediante la scissione in singole sub-unità di actina, e l'endoplasma così formato fluisce in avanti grazie a una forza contrattile acto-miosinica.

Nell'ameba tale movimento si realizza solo a contatto con il substrato.
| Controllo di autorità | J9U (EN, HE) 987007294188705171 |